# Mitsubishi J2M Raiden
Mitsubishi J2M Raiden (zavezniško kodno ime Jack) je bilo japonsko lovsko letalo druge svetovne vojne.

## Začetek proizvodnje
Letalo je bilo prvo, ki je bilo izdelano na povsem novi japonski filozofiji. Do prihoda tega lovca so bile pri Japoncih najpomembnejše vrline tovrstnih letal majhna teža in velika okretnost. Raiden pa je bil izdelan kot letalo za velike hitrosti in hitro vzpenjanje. Prvi primerki letala pa so imeli velike težave z razporeditvijo teže zato so njihovo serijsko proizvodnjo prestavili za več kot eno leto. Druga serija letal pa je imela preslabo oborožitev, kar so v naslednjih različicah popravili in ustvarili odlično lovsko letalo, ki je bilo več kot primerljivo z ameriškimi lovci.

## Uspehi letala
Letalo je bilo v zadnjem letu vojne izjemno uspešno v boju z ameriškimi bombniki Boeing B-29, kar je bila tudi njihova najpomembnejša naloga. Poleg velike hitrosti je bilo letalo tudi izjemno lahko vodljivo in obvladljivo tako pri vzletanju kot pri pristajanju. Tudi okretnost v zraku je bila odlična, zaradi česar je bilo pri ameriških pilotih ocenjeno kot izjemno.

## Različice
Do konca vojne je bilo izdelanih 621 teh letal v vseh različicah.
- J2M1 - 8 izdelanih letal
- J2M2 - 131 izdelanih letal
- J2M3 - 307 izdelanih letal v tovarni Mitsubishi in 128 izdelanih letal izdelanih v tovarni Koza KK.
- J2M4 - 2 izdelani letali
- J2M5 - 43 izdelanih letal
- J2M6 - 2 izdelani letali